# Carélianisme
Le carélianisme est un mouvement culturel de la fin du XIXe siècle dans le grand-duché de Finlande.
Le terme décrit la propension du mouvement fennomane à diffuser une vision romantique de la Carélie.

## Le mouvement

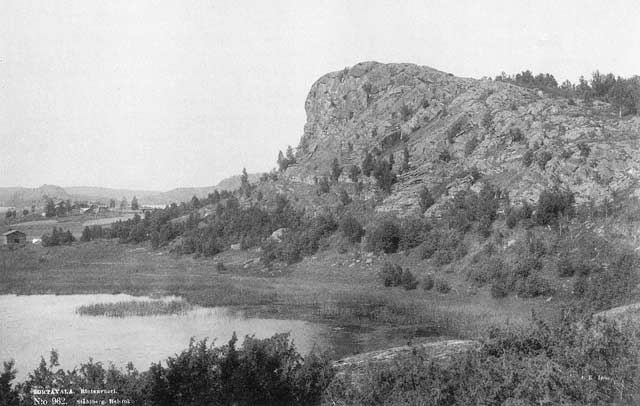
I. K. Inha, Riutanvuori, Sortavala, 1895.

À la suite de la publication de l'épopée nationale finlandaise, le Kalevala, en 1835, compilé à partir de sources du folklore carélien, les sphères culturelles en Finlande commencèrent à s'intéresser à l'héritage carélien et à ses paysages. À la fin du siècle, le carélianisme est devenu une tendance artistique majeure en Finlande. Des chercheurs, des artistes, artistes peintres, photographes, architectes, écrivains et compositeurs participent à cet élan de nationalisme romantique.
Dans ce mouvement, la Carélie est perçue comme le refuge de la finnicité qui avait maintenu son authenticité pendant des siècles. Le carélianisme est souvent présenté comme la version finnoise du nationalisme romantique. Les initiateurs du mouvement sont Akseli Gallen-Kallela, Louis Sparre rejoints par Emil Wikström, Juhani Aho, Eino Leino, Ilmari Kianto, Jean Sibelius, P.J. Hannikainen, Yrjö Blomstedt, Victor Joachim Sucksdorff, et de nombreux autres.
Plus tard, à l’approche de la Seconde Guerre mondiale, quelques idées du carélianisme seront reprises par un mouvement aspirant à la création d’une Grande Finlande, un État unique abritant les populations fenniques.

Le carélianisme à travers les arts
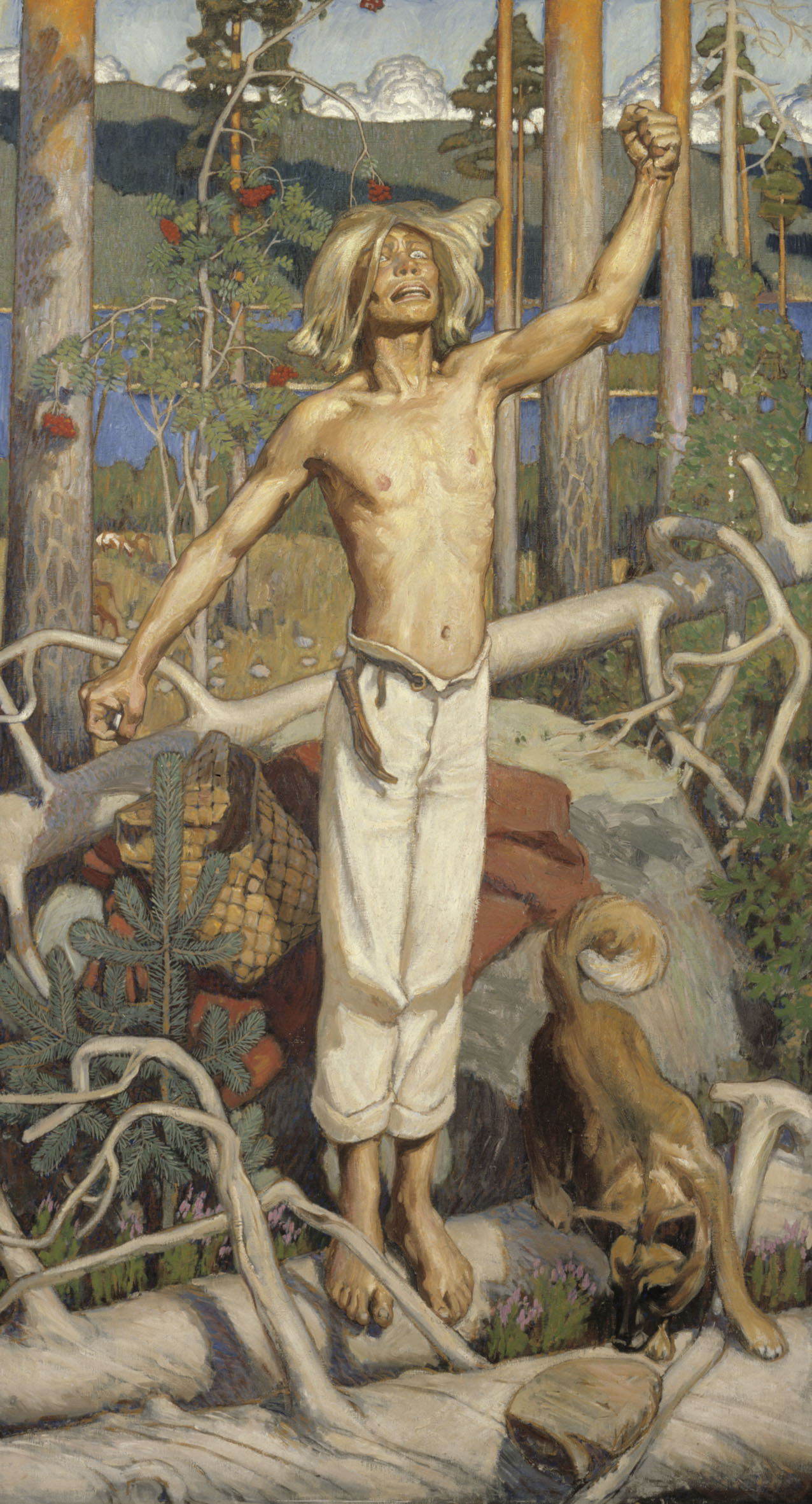
Akseli Gallen-Kallela, Kullervon kirous, 1899, Helsinki, musée d'Art Ateneum.
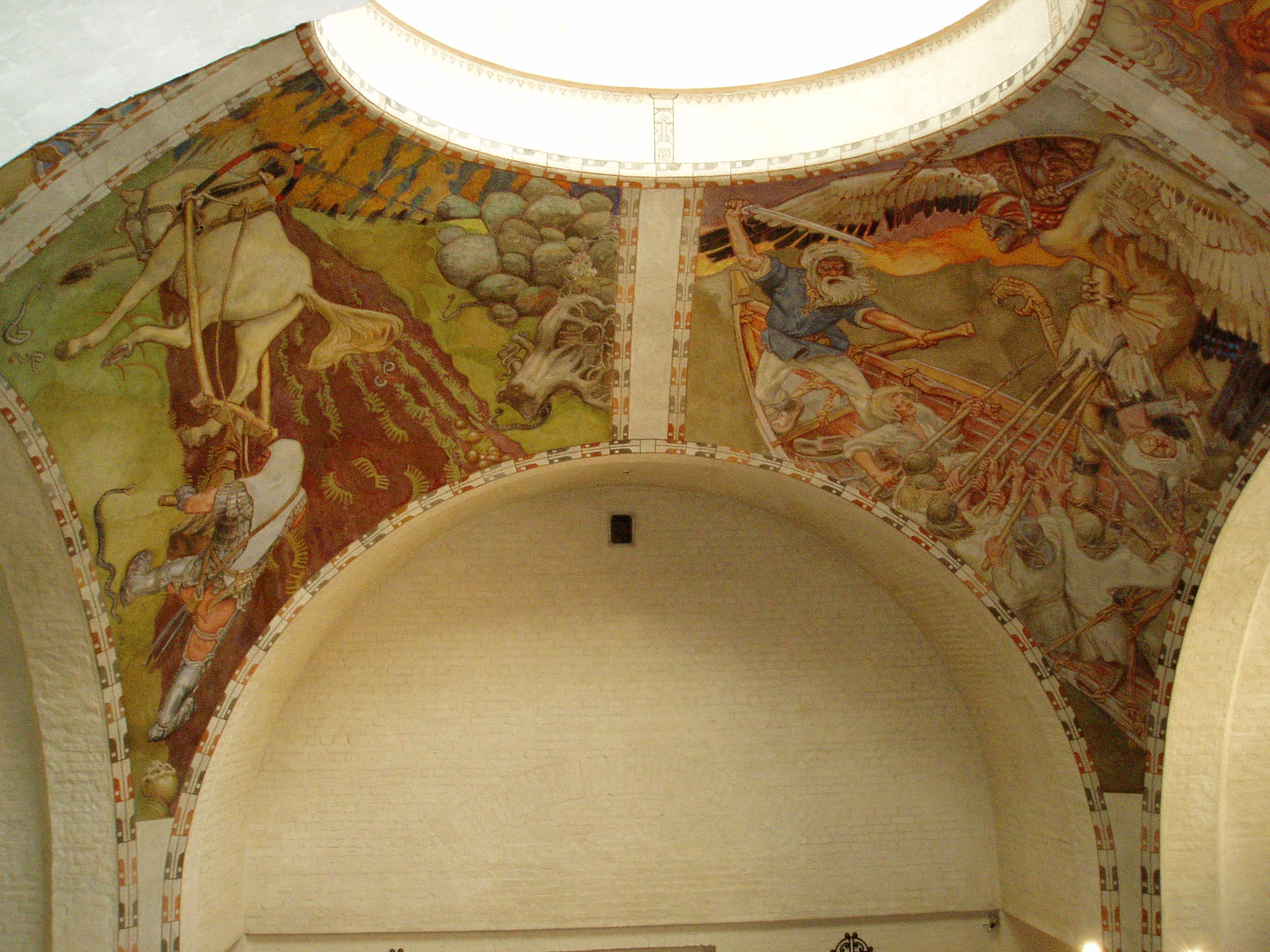
Akseli Gallen-Kallela, fresques, 1928, Helsinki, musée national de Finlande.
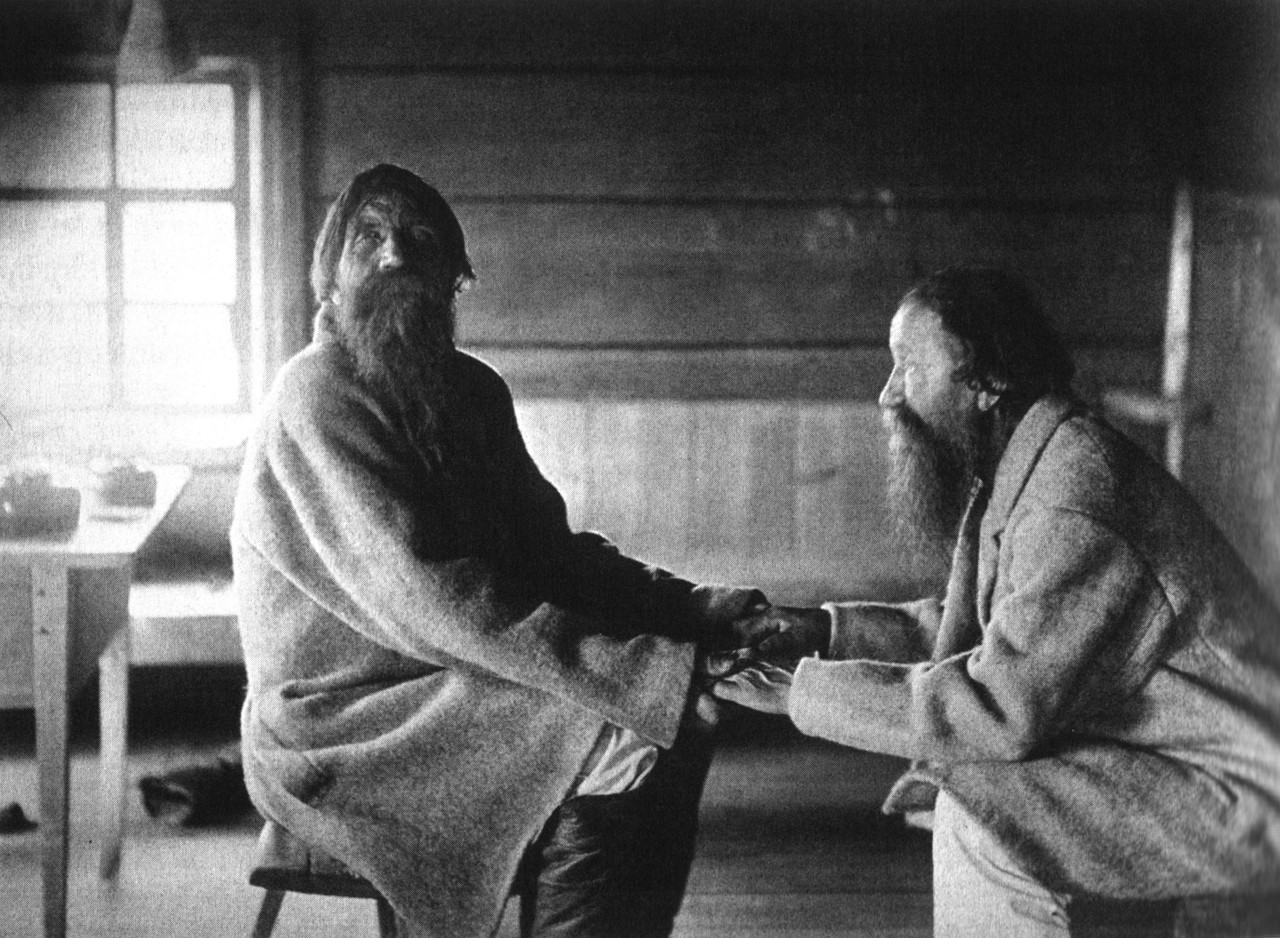
Les chanteurs de poèmes Poavila et Triihvo Jamanen, Uhtua, photographie de I. K. Inha, 1894.
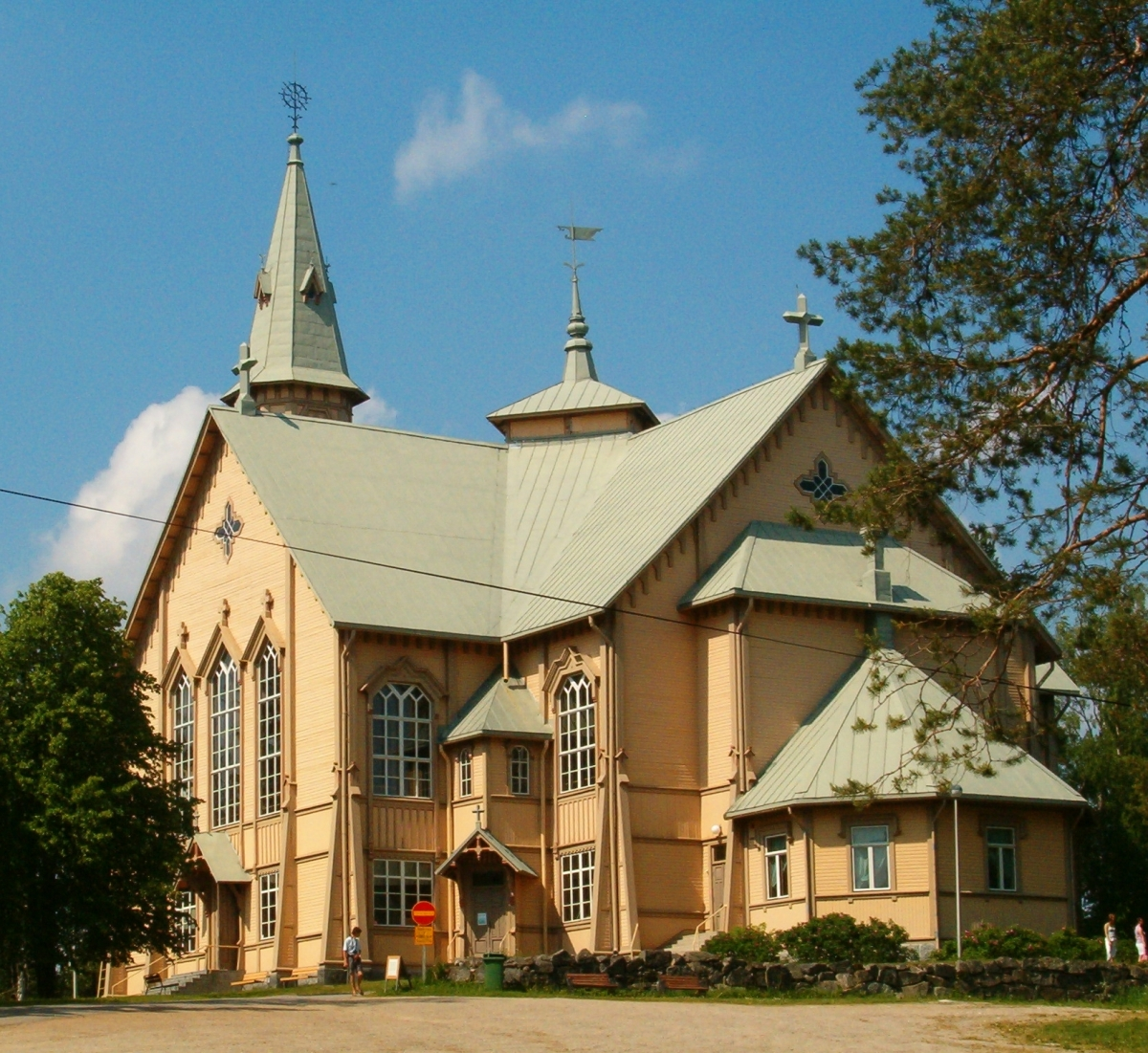
Josef Stenbäck, L'église de Heinävesi, 1890-1891.